# Kungariket Israel (Samarien)

Kungadömen Israel och Juda

Kungariket Israel var ett antikt kungadöme i Samarien, vilket låg norr om Juda rike. Kungadömet beskrivs i Bibeln som uppföljaren till Kungariket Israel (förenad monarki) och som varande under perioden omkring 930–720 f.Kr. då det erövrades av Assyrien. När Israels huvudstad Samaria föll efter tre års belägring skingrades dess invånare. Många dödades, andra flydde och Israels härskande klasser fördes bort till en grym slavtillvaro. Det blev upphovet till legenden om Israels tio förlorade stammar. Modern forskning anser dock att Israel mest troligt har utvecklats separat från det sydliga kungadömet Juda och först på 800-talet f.Kr. under Omri-dynastin har uppnått utveckling nog för att beskrivas som ett kungadöme.

## Historia
Israels första huvudstad skall ha varit Sikem och sedan Tirzah men det är först på 800-talet när Kung Omri låter uppföra Samaria som Israel verkar ha blivit ett riktigt kungadöme. Första gången riket omnämns i icke-bibliska källor är på Meshastelen där Kung Mesha av Moab beskriver att han besegrat kung Omri av Israel och dennes son Achav. 
Relationen mellan Israel och Juda verkar till en början ha varit konfliktfylld men strax innan 840 f.Kr. skall kung Jehoshaphat av Juda ha avslutat konflikterna genom att gifta bort sin son och efterträdare Jehoram med Kung Achavs dotter Athalia. Alliansen blev dock kortvarig då Achav och hans söner avrättades av Jehu när denne utförde en statskupp i riket. Israels historia efter det markeras av strider och ibland allianser med de kringliggande rikena beroende på om något större externt hot hotade riket. 

### Israels fall
732 f.Kr. allierade sig kung Pekah av Israel med kung Rezin av Aram-Damaskus och tillsammans förberedde de sig för att gå i krig mot Juda rike och erövra Jerusalem. Kung Ahaz av Juda bad då det assyriska imperiets konung Tiglat-Pileser III om hjälp och efter att ha betalat tribut gick Tiglat-Pileser med på att hjälpa Juda. Assyrierna som under en längre tid stridigt mot Aram-Damaskus och ibland även Israel drog in genom Aram-Damaskus med en stor här. Tiglath-Pileser plundrade Damaskus och inlemmade riket i det assyriska imperiet. Därefter drog han in i de israeliska landområdena öster om Jordanfloden och erövrade där Gad och Ruben innan han vände mot nordväst och erövrade området Naphtali. Därefter var kriget avslutat och fred slöts mellan Juda, Israel och Assyrien. Det som var kvar av Israel efter kriget förblev ett självständigt rike fram till 720-talet f.Kr. då det åter igen invaderades av det assyriska imperiet under Shalmaneser V. Samaria belägrades i tre år och under den perioden avled Shalmaneser V och han efterträddes av Sargon II som fullföljde belägringen och intog staden. I Sargons skrifter står: "Samaria såg jag, jag tillfångatog 27,280 män som bodde i staden och förde dem till Assyrien". 720 f.Kr. hade hela Israel erövrats av Assyrien med undantag av området Benjamin som tillföll Juda rike. Israels cirka 200 år långa historia var nu över och dess befolkning flyttades till Khaburområdet, Medien eller till den assyriska huvudstaden Nineve. Juda rike skulle fortsätta existera, än som självständig stat, än som vasall till Assyrien, fram till 586 f.Kr. då riket erövrades av Babylonien.

## Kronologier
Israels kronologi är ganska väl etablerad för tiden efter Achav och Jehu, som omnämns av den assyriska kungen Salmanassar III. Upptäckten av de assyriska källorna innebar en förskjutning av dessa kungars regeringstider med mer än 50 år relativt till de 1600-tals kronologierna av James Ussher och Joseph Scaliger. För tiden innan Achav finns bl.a. en hållpunkt i Sheshonk I:s fälttåg till Israel 925 f.Kr.. Israels kung Omri omtalas även på Meshastelen från ca 850 f.Kr. Kung Davids dynasti behöll makten över huvudstaden Jerusalem efter delningen av riket vid Salomos död. Dessa kungar i Juda rike kontrollerade därmed bl.a. Jerusalems tempel till dess förstörelse genom Nebukadnessar II år 586.
| Årtal enligt Albright                 | Årtal enligt Thiele | Årtal enligt Galil | Vanligt namn | Kungligt namn och titel                                          | Kommentar |
| ------------------------------------- | ------------------- | ------------------ | ------------ | ---------------------------------------------------------------- | --- |
| Jerobeams hus                         |                     |                    |              |                                                                  | |
| 922–901                               | 931–910             | 931–909            | Jerobeam     | ירבעם בֵּן-נבט מלך ישראל Yerav’am ben Nevat, Melekh Yisra’el       | Regerade över Israel (Nordriket) i 22 år; Israel invaderades 925 av Sheshonk I.                                                                                                |
| 901–900                               | 910–909             | 909–908            | Nadav        | נדב בֵּן-ירבעם מלך ישראל Nadav ben Yerav’am, Melekh Yisra’el       | Regerade över Israel i två år, dödades med hela sin familj av Basha. |
| Bashas hus                            |                     |                    |              |                                                                  | |
| 900–877                               | 909–886             | 908–885            | Basha        | בעשא בֵּן-אחיה מלך ישראל Ba’asha ben Achiyah, Melekh Yisra’el      | Regerade över Israel i Tirsa i 24 år. |
| 877–876                               | 886–885             | 885–884            | Ela          | אלה בֵּן-בעשא מלך ישראל ’Elah ben Ba’asha, Melekh Yisra’el         | Regerade över Israel i Tirsa i två år, dödades av Simri, en minister, som hade fått Ela att dricka sig berusad.                                                                |
| Simri                                 |                     |                    |              |                                                                  | |
| 876                                   | 885                 | 884                | Simri        | זמרי מלך ישראל Zimri, Melekh Yisra’el                            | Regerade över Israel i Tirza i en vecka; dog då han tände sitt belägrade palats.                                                                                               |
| Omris hus                             |                     |                    |              |                                                                  | |
| 876–869                               | 885–874             | 884–873            | Omri         | עמרי מלך ישראל ’Omri, Melekh Yisra’el                            | Regerade över Israel i Samaria i 12 år. Omnämns på Meshastelen som besegrad av Moabs kung Mesa ca 850 f.Kr.                                                                    |
| 869–850                               | 874–853             | 873–852            | Achav        | אחאב בֵּן-עמרי מלך ישראל Ah’av ben ’Omri, Melekh Yisra’el          | Regerade över Israel i Samaria i 22 år, gift med Jisebel; en de kungarna som Salmanassar III besegrade i slaget vid Qarqar. Senare sårades av en pil vid Ramot-Gilead och dog. |
| 850–849                               | 853–852             | 852–851            | Achasja      | אחזיהו בֵּן-אחאב מלך ישראל ’Ahazyahu ben 'Ah’av, Melekh Yisra’el   | Regerade över Israel i Samaria i två år, dog av ett fall. |
| 849–842                               | 852–841             | 851–842            | Joram        | יורם בֵּן-אחאב מלך ישראל Yehoram ben ’Ah’av, Melekh Yisra’el       | Regerade över Israel i Samaria i 11 år, dödades av Jehu. |
| Jehus hus                             |                     |                    |              |                                                                  | |
| 842–815                               | 841–814             | 842–815            | Jehu         | יהוא בֵּן-נמשי מלך ישראל Yehu ben Nimshi, Melekh Yisra’el          | Regerade över Israel i Samaria i 28 år, underkastade sig Salmanassar III. |
| 815–801                               | 814–798             | 819–804            | Joachas      | יהואחז בֵּן-יהוא מלך ישראל Yeho’achaz ben Yehu, Melekh Yisra’el    | Regerade över Israel i Samaria i 17 år. |
| 801–786                               | 798–782             | 805–790            | Joash        | יואש בֵּן-יואחז מלך ישראל Yeho’ash ben Yeho’achaz, Melekh Yisra’el | Regerade över Israel i Samaria i 16 år. |
| 786–746                               | 782–753             | 790–750            | Jerobeam II  | ירבעם בֵּן-יואש מלך ישראל Yerav’am ben Yeho’ash, Melekh Yisra’el   | Regerade över Israel i Samaria i 41 år. |
| 746                                   | 753                 | 750–749            | Sakarja      | זכריה בֵּן-ירבעם מלך ישראל Zekharyah ben Yerav’am, Melekh Yisra’el | Regerade över Israel i Samaria i sex månader, dödades av Shallum. |
| Shallum                               |                     |                    |              |                                                                  | |
| 745                                   | 752                 | 749                | Shallum      | שלם בֵּן-יבש מלך ישראל Shallum ben Yavesh, Melekh Yisra’el         | Regerade över Israel i Samaria i 1 månad; Menachem dödade honom. |
| Menachems hus (även kallat Gadis hus) |                     |                    |              |                                                                  | |
| 745–738                               | 752–742             | 749–738            | Menachem     | מְנַחֵם בֵּן-גדי מלך ישראל Menachem ben Gadi, Melekh Yisra’el         | Regerade över Israel i Samaria i 10 år. |
| 738–737                               | 742–740             | 738–736            | Pekachja     | פקחיה בֵּן-מְנַחֵם מלך ישראל Pekahyah ben Menachem, Melekh Yisra’el   | Regerade över Israel i Samaria i två år. Pekach dödade honom i en militärkupp.                                                                                                 |
| Sista huset av Israel                 |                     |                    |              |                                                                  | |
| 737–732                               | 740–732             | 736–732            | Pekach       | פקח בֵּן-רמליהו מלך ישראל Peqach ben Remalyahu, Melekh Yisra’el    | Regerade över Israel i Samaria i 20 år. Dödades i Hoseas sammansvärjning mot honom.                                                                                            |
| 732–722                               | 732–722             | 732–722            | Hosea        | הושע בֵּן-אלה מלך ישראל Hoshe’a ben ’Elah, Melekh Yisra’el         | Regerade över Israel i Samaria i nio år. Betalade skatt till Salmanassar V, men vägrade år 725 f.Kr. Sargon II intog Samaria år 722 f.Kr. och deporterade befolkningen.        |